# Серия Гран-при по фигурному катанию сезона 2021/2022
Серия Гран-при по фигурному катанию сезона 2021/2022 — комплекс ежегодных коммерческих турниров по фигурному катанию среди лучших фигуристов планеты (по рейтингу ИСУ), состоящий из шести этапов, проходивших в США, Канаде, Италии (заменившей китайский этап), Японии, Франции и России с октября по ноябрь 2021 года.
Спортсмены соревновались в категориях мужское и женское одиночное катание, парное катание и танцы на льду.
Шесть спортсменов (пар), показавших лучшие результаты в своих дисциплинах, должны были выступить в финале серии в японской Осаке с 9 по 12 декабря 2021года. Однако финал не состоялся из-за ограничений, связанных с пандемией COVID-19.

## Участники
В серии Гран-при по фигурному катанию сезона 2021—2022 имели право принять участие фигуристы, достигшие возраста 15 лет на 1 июля 2021 года.
В сезоне 2021—2022 в серии Гран-при примут участие 39 мужчин и 45 женщин в одиночном катании, 26 спортивных пар и 35 танцевальных дуэтов, показавших лучшие результаты в прошлом сезоне. Странам, в которых проходит турнир, разрешается пригласить участников на домашний этап в каждой из дисциплин.
В каждом этапе к соревнованиям допускались до 12 одиночников как среди мужчин, так и женщин, до 8 спортивных пар и до 10 танцевальных. На одном этапе от одной страны могли выступить не более трёх спортсменов (пар) в каждой из дисциплин.
К участию в Гран-при сезона 2021/2022 допускались фигуристы, которые заработали на турнирах, проводившихся до начала серии, как минимум, следующие баллы:
| Вид     | Баллы  |
| Мужчины | 192.53 |
| Женщины | 139.90 |
| Пары    | 136.55 |
| Танцы   | 132.70 |
| ------- | ------ |

Минимальные баллы соответствовали 3/5 от наилучшей суммы баллов, набранной победителями Чемпионата мира 2021 в каждой дисциплине.

## Расписание этапов Гран-при 2021—2022
Серия Гран-при состояла из 6 этапов и должна была завершиться финалом:
| Дата            | Турнир                        | Место проведения  |
| --------------- | ----------------------------- | ----------------- |
| 22-24 октября   | Skate America 2021            | США, Лас-Вегас    |
| 29-31 октября   | Skate Canada 2021             | Канада, Ванкувер  |
| 5-7 ноября 2021 | Cup of China 2021             | Китай, Чунцин     |
| 5-7 ноября      | Gran Premio d'Italia 2021     | Италия, Турин     |
| 12-14 ноября    | NHK Trophy 2021               | Япония, Токио     |
| 19-21 ноября    | Internationaux de France 2021 | Франция, Гренобль |
| 26-28 ноября    | Rostelecom Cup 2021           | Россия, Сочи      |
| 9-12 декабря    | Финал Гран-при 2021/2022      | Япония, Осака     |

16 августа стало известно, что третий этап Гран-при, который должен был состояться в китайском Чунцине отменён из-за пандемии COVID-19.
27 августа пресс-служба Международного союза конькобежцев (ISU) объявила, что третий этап пройдёт в итальянском Турине с 5 по 7 ноября.
2 декабря официальный сайт Международного союза конькобежцев (ISU) сообщил об отмене финала серии Гран-при 2021/2022 вследствие закрытия Японским правительством границ страны из-за угрозы распространения омикрон-штамма коронавирусной инфекции.

## Баллы
Каждый участник, принимавший участие в этапе Гран-при, мог получить баллы по следующему принципу:
| Занятое место | Баллы (одиночники и одиночницы) | Баллы (спортивные пары и танцоры) |
| ------------- | ------------------------------- | --------------------------------- |
| 1 место       | 15 баллов                       | 15 баллов                         |
| 2 место       | 13 баллов                       | 13 баллов                         |
| 3 место       | 11 баллов                       | 11 баллов                         |
| 4 место       | 9 баллов                        | 9 баллов                          |
| 5 место       | 7 баллов                        | 7 баллов                          |
| 6 место       | 5 баллов                        | 5 баллов                          |
| 7 место       | 4 балла                         |                                   |
| 8 место       | 3 балла                         |                                   |

В женском и мужском одиночном катании баллы начислялись за первые 8 мест, а в парном катании и спортивных танцах на льду — за первые 6. В финале серии должны были принять участие шесть фигуристов (пар), набравших наибольшее количество баллов в своих дисциплинах, однако финал был отменён из-за ограничений, связанных с пандемией COVID-19.